# 8982 Oreshek
8982 Oreshek este un asteroid din centura principală de asteroizi.

## Descriere
8982 Oreshek este un asteroid din centura principală de asteroizi. A fost descoperit pe 25 septembrie 1973 la Observatorul de Astrofizică din Crimeea de Liudmila Juravliova. El prezintă o orbită caracterizată de o semiaxă mare de 2,35 ua, o excentricitate de 0,16 și o înclinație de 6,2° în raport cu ecliptica.